# أكسيمت
أكسيمت هي خدمة تقوم بتصفية البريد العشوائي من التعليقات وعمليات التعقب ورسائل نموذج الاتصال. يعمل عامل التصفية من خلال الجمع بين المعلومات حول البريد العشوائي الذي تم التقاطه في جميع المواقع المشاركة، ثم استخدام قواعد البريد العشوائي هذه لمنع البريد العشوائي في المستقبل. يتم تقديم أكسيمت بواسطة أوتوماتيك، الشركة التي تقف وراء ووردبريس.كوم.
تم إطلاق برنامج أكيسميت في 25 أكتوبر 2005،  ويقال إنه استحوذ على أكثر من 500 مليار تعليق غير مرغوب فيه وأرقام اتصال اعتبارًا من نوفمبر 2021. 

## تاريخ
قرر مؤسس شركة أوتوماتيك، مات مولينغ ، إنشاء أكسيمت حتى تتمكن والدته من التدوين بأمان.  في عام 2005 ، كانت هناك مناقشات حول كيفية التعامل مع التعليقات غير المرغوب فيها وكان هناك عدد قليل من المكونات الإضافية المتاحة. كانت المحاولة الأولى لـ مات مولينغ عبارة عن مكون إضافي لجافا سكريبت قام بتعديل نموذج التعليق وإخفاء الحقول ، ولكن في غضون ساعات من إطلاقه ، قام مرسلو البريد العشوائي بتنزيله واكتشفوا كيفية عمله وتجاوزوه.
في أواخر عام 2005 ، أطلق مات مولينغا لمكون الإضافي أكسيمت لـ ووردبريس. أكسيمت (التي تعني Automatic kismet) هي طريقة للتعامل مع البريد العشوائي بشكل إجمالي ، وهي أداة لمكافحة البريد العشوائي من مصادر جماعية.  في كل مرة ينشر فيها شخص ما تعليقًا على موقع ويب مشارك ، يتحقق أكسيمت من جميع التعليقات الموجودة في قاعدة البيانات. إذا كان البريد العشوائي ، يتم حذفه. إذا وصل البريد العشوائي وقام المستخدم بتمييزه على أنه بريد عشوائي ، تتم إضافة التعليق إلى قاعدة البيانات بحيث تتسع مجموعة تعليقات البريد العشوائي ، مما يجعل أكسيمت أكثر فاعلية بمرور الوقت.  

## استخدام أكسيمت
تم تطوير أكسيمت في الأصل للتكامل مع مكون إضافي لـ ووردبريس . تم تضمين المكون الإضافي أكسيمت افتراضيًا في جميع إصدارات ووردبريس منذ الإصدار 2.0  ويتم تنشيطه في جميع المدونات المستضافة على ووردبريس.كوم .
أكسيمت يستخدم مفتاح API في المكونات الإضافية لجهات خارجية للأنظمة الأساسية الأخرى.  أحدهما هو إصدار مكون إضافي رسمي من أكسيمت لبرنامج منتدى الإنترنت مفتوح المصدر Discourse . 
لاستخدام أكسيمت ، من الضروري الحصول على مفتاح API . هذا المفتاح ضروري للموقع للاتصال بخوادم أكسيمت.

## التطوير والتوزيع
تم إصدار البرنامج الإضافي أكسيمت بموجب شروط ترخيص GNU العام ،  وهو برنامج مجاني ، على الرغم من عدم إصدار الكود الخاص بنظام أكسيمت نفسه (وطبيعة الخوارزمية المستخدمة). خدمة أكسيمت مجانية للاستخدام الشخصي ، واعتبارًا من نوفمبر 2021 ، تبدأ الخطط التجارية بأقل من 10 دولارات شهريًا. 

## روابط خارجية
- الموقع الرسمي